# Campanula punctata
Campanula punctata är en klockväxtart som beskrevs av Jean-Baptiste de Lamarck. Campanula punctata ingår i släktet blåklockor, och familjen klockväxter.

## Underarter
Arten delas in i följande underarter:
- C. p. hondoensis
- C. p. punctata

## Bildgalleri

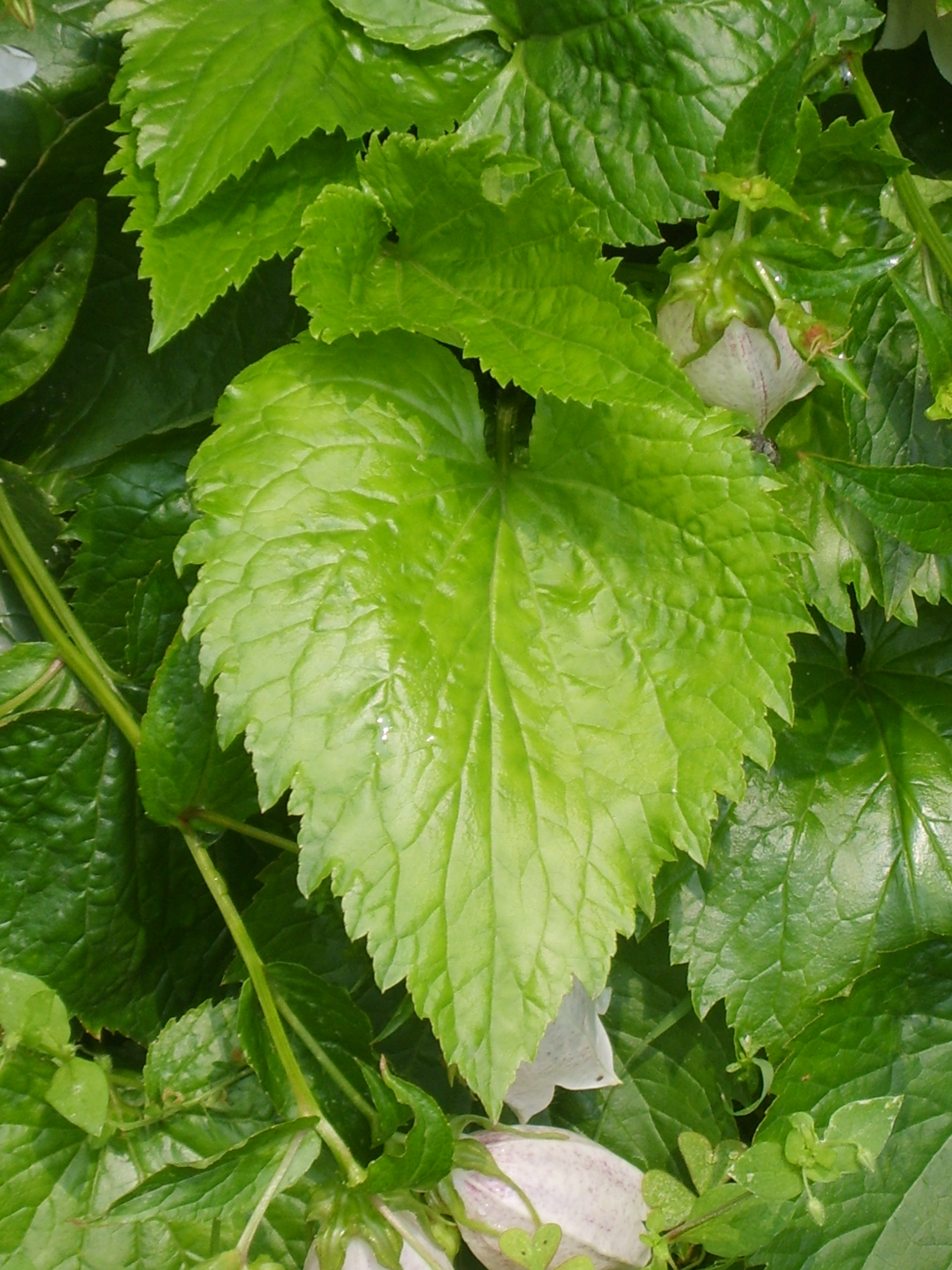
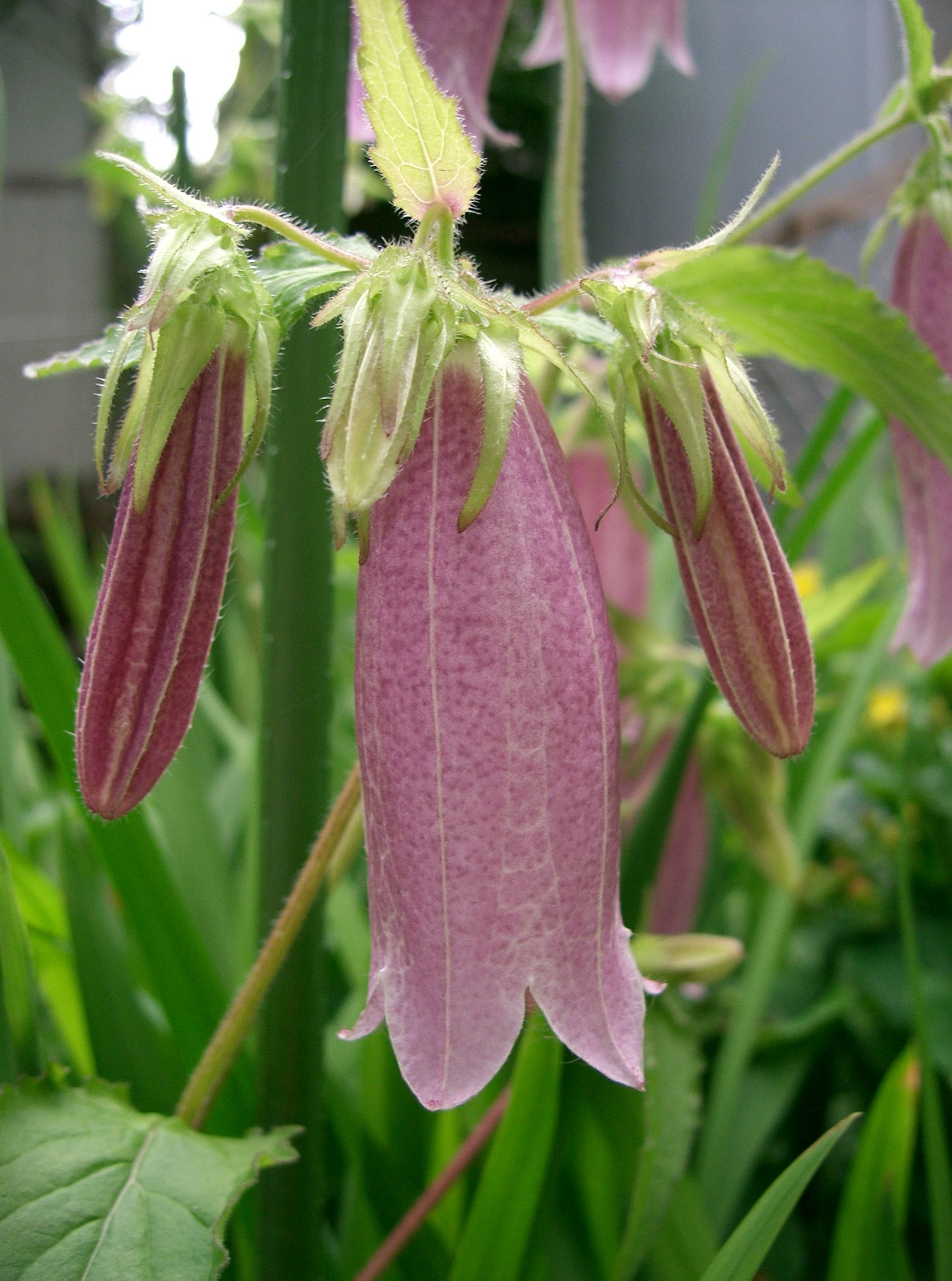
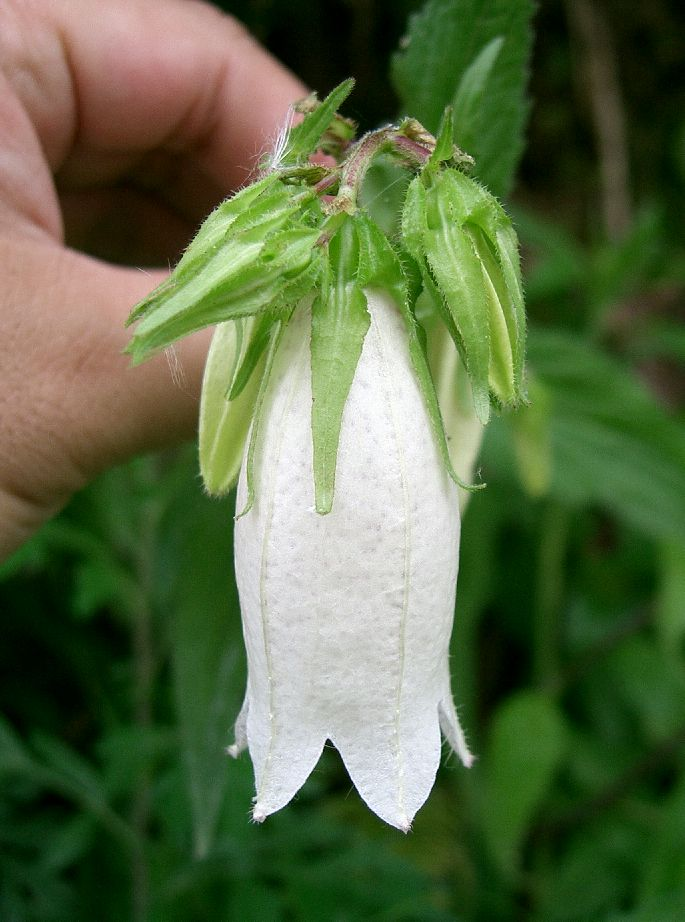
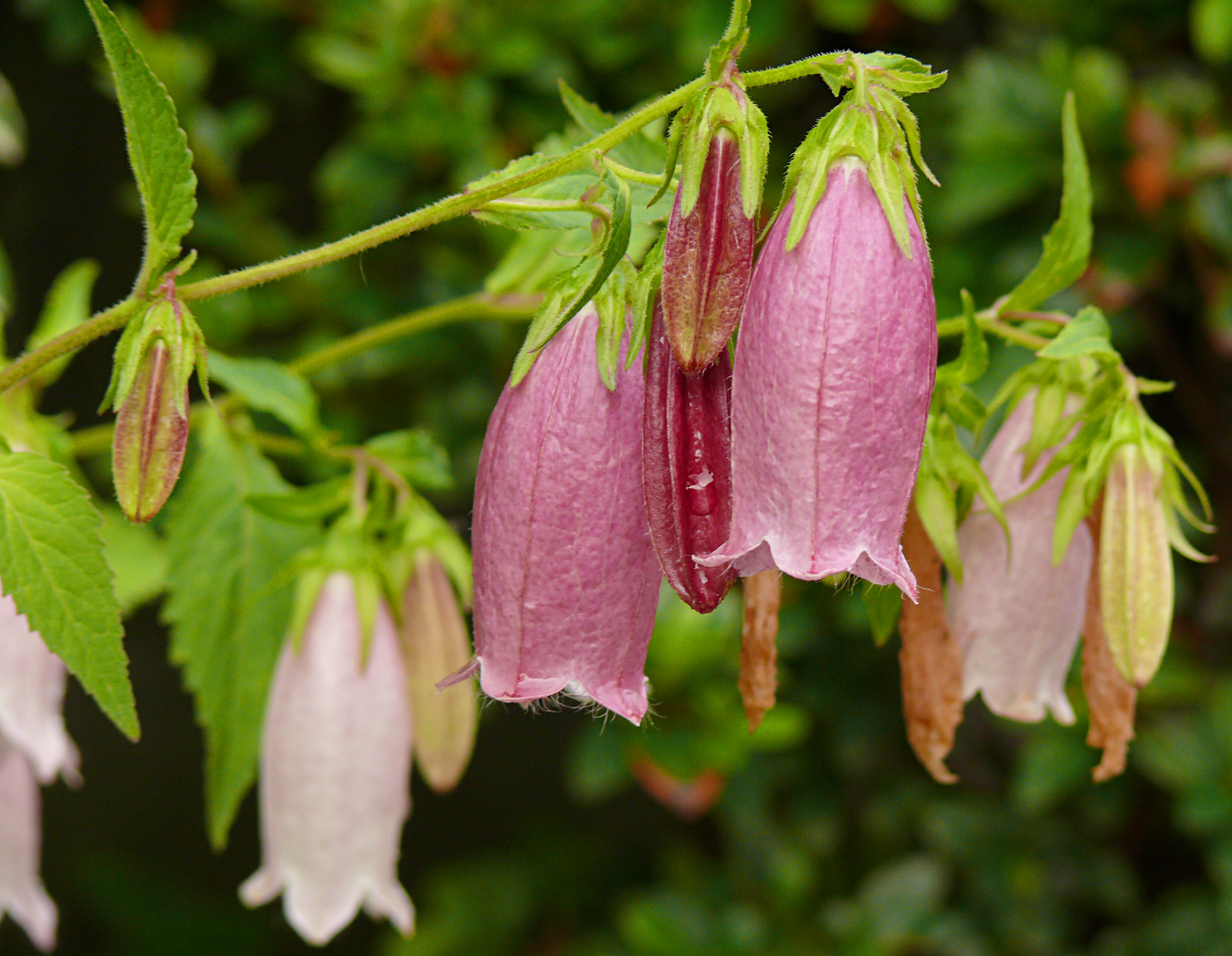
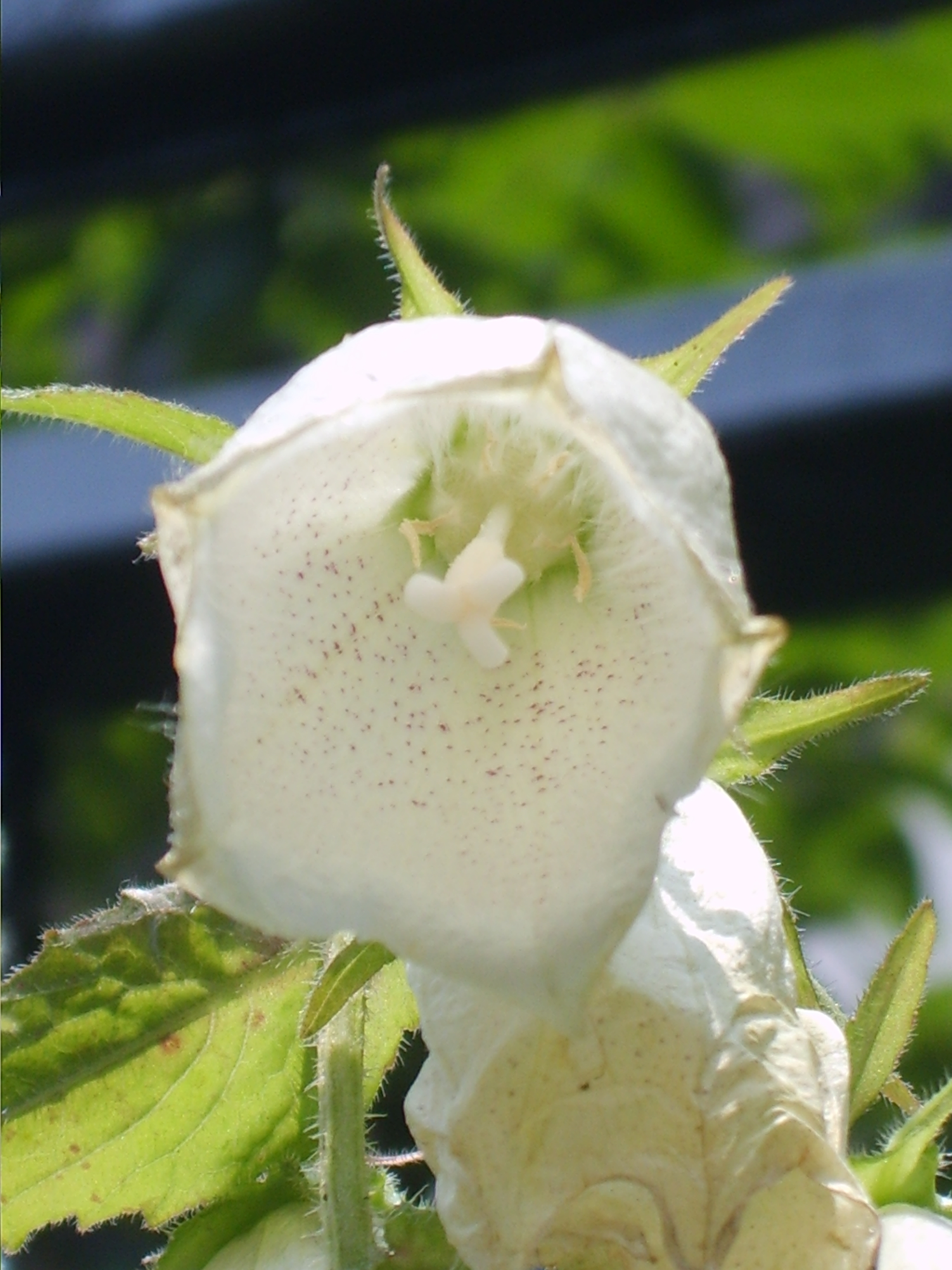
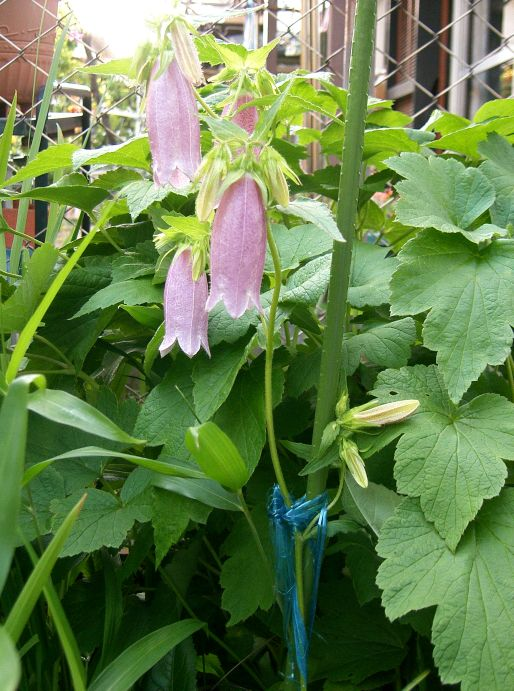